# Saund
Saund is een Indiase fabriek, gevestigd in New Delhi, die 98 cc tweetakt-motorfietsen produceert.